# Orquesta del Desierto
Orquesta del Desierto is een desertrockband uit de Palm Desert Scene.
De op muziek geïnspireerde band is opgericht door producer Dandy Brown (Hermano). Bandleden zijn of waren zanger Pete Stahl (Scream, Goatsnake, Wool), drummer Alfredo Hernández (Kyuss, Queens of the Stone Age, Ché), gitarist Mario Lalli (Fatso Jetson, Yawning Man) en gitaristen Mike Riley en Country Mark Engel. 
In 2002 kwam het eerste album Orquesta Del Desierto uit, vervolgd door het album Dos in 2003.
De band ging in 2006 uit elkaar om andere muziekprojecten te beginnen.

## Discografie
- 2002 - Orquesta Del Desierto
- 2003 - Dos
- 2003 - 5 Roughs (ep)